# Dave Ryding

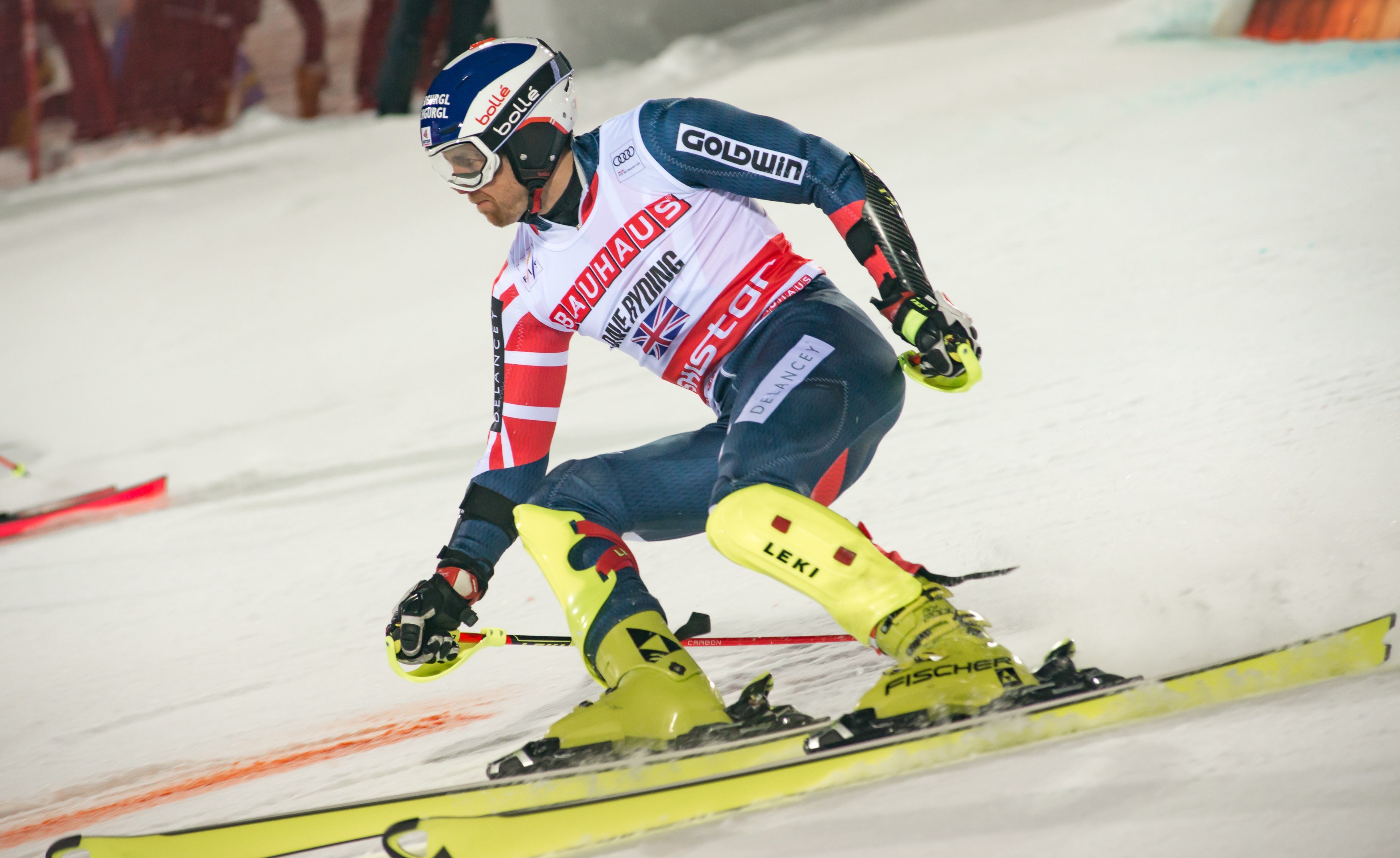
Dave Ryding in Hammarbybacken 2018

David "Dave" Ryding, född 5 december 1986, är en brittisk alpin skidåkare som debuterade i världscupen den 21 december 2009 i Alta Badia i Italien. Hans första pallplats i världscupen kom när han blev tvåa i slalom den 22 januari 2017 i Kitzbühel i Österrike. Ryding blev då den andra britten någonsin som slutade på pallen i en världscuptävling i alpin skidsport.
Ryding deltog vid olympiska vinterspelen 2010, 2014 och 2018.
22 januari 2022 tog Ryding sin första seger i världscupen i slalom när han vann i Kitzbühel.
Han tog därmed Storbritanniens första seger i slalom någonsin och var dessutom den äldste åkaren genom tiderna att vinna en världscuptävling i slalom.
Som bonus vann han också den stora vinstsumman 100 000 euro. 